# NGC 1875
NGC 1875 è una vasta e lontana galassia lenticolare (o ellittica) situata nella costellazione di Orione, a una distanza di circa 433 milioni di anni luce dalla nostra Via Lattea.

## Scoperta
La galassia è stata scoperta il 18 novembre 1863 dall'astronomo tedesco Albert Marth.

## Descrizione

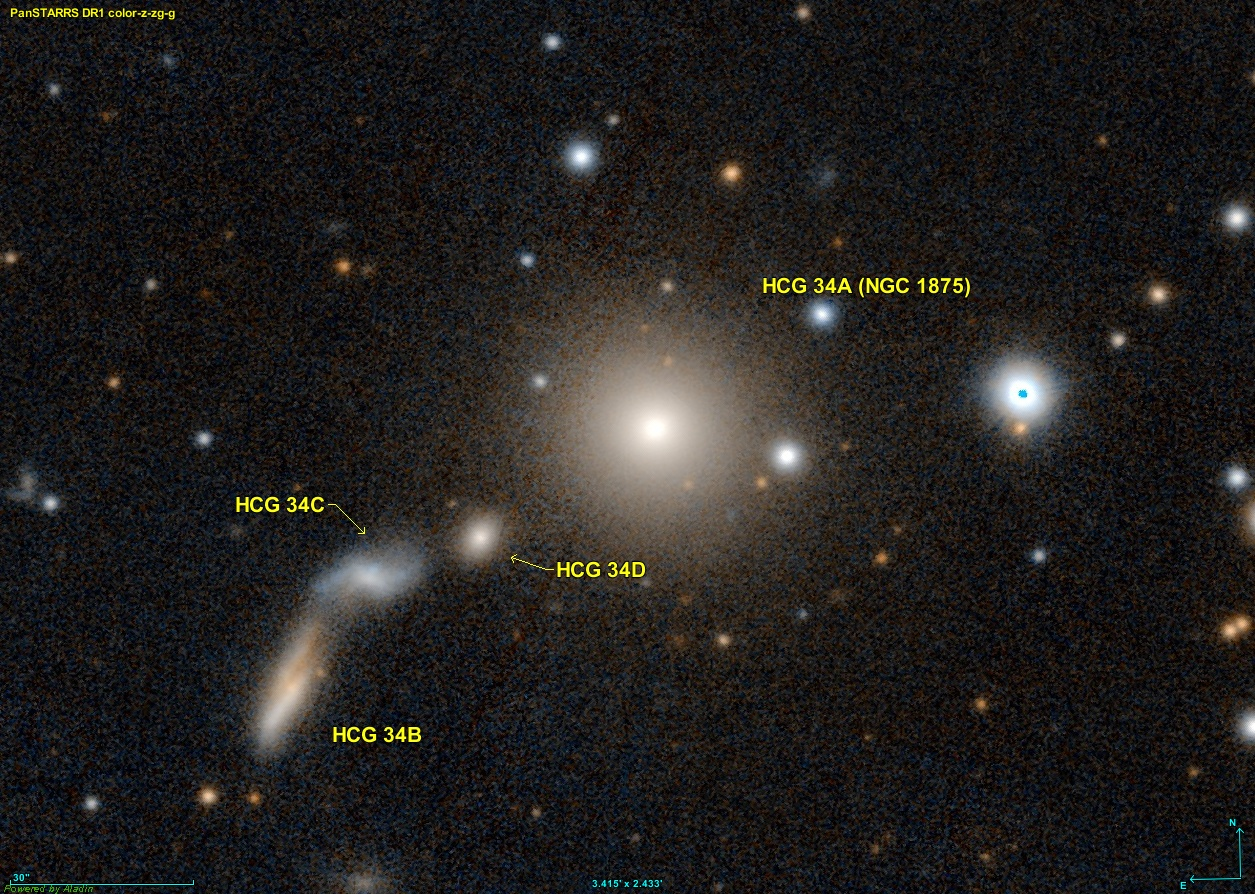
NGC 1875 e i membri del Hickson Compact Group 34.

La galassia viene ritenuta un probabile nucleo galattico attivo (AGN ?).
NGC 1875 sembra essere in interazione gravitazionale con alcune galassie vicine, con le quali forma il gruppo ARP 327. La galassia è inoltre inclusa nel Hickson Compact Group 34, di cui è il membro principale.